# Conrad de Hirsau
Conrad de Hirsau (en latin, Conradus Hirschauensis) est un auteur allemand de langue latine, né en 1070 et mort en 1150.
Bénédictin, biographe, musicien et poète, il utilisait aussi le pseudonyme « Peregrinus ».
Dans son Dialogus super auctores, Conrad de Hirsau définit le titre de l'œuvre (deuxième accessus ad auctores) ainsi : "Titulus [...] est brevis ostensio sequentis operis" (Le titre [...] est une brève présentation de l'œuvre qui suit). Ainsi le titre résume l'œuvre et oriente sa lecture. 

## Œuvres
- Dialogus super auctores, sive Didascalon
- Dialogus de mundi contemptu vel amore
- Speculum virginum